# Iryna Wikyrczak
Iryna Wikyrczak (ukr. Ірина Вікирчак, ur. 17 maja 1988 w Zaleszczykach) – ukraińska menedżerka kultury, poetka, promotorka czytelnictwa i redaktorka; w latach 2010–2013 dyrektorka wykonawcza festiwalu Meridian Czernowitz; założycielka Międzynarodowego Festiwalu Opowiadań Intermezzo w Winnicy.

## Życiorys
Urodziła się w rodzinie inteligenckiej, jako córka fizyczki i biologa. Studiowała na Wydziale Języków Obcych i Geografii Czerniowieckiego Uniwersytetu Narodowego im. Jurija Fedkowycza, gdzie w 2017 r. uzyskała doktorat.
Laureatka konkursu młodych autorów Чисті роси. Napisała zbiór poezji Розмова з ангелом (Rozmowa z aniołem) z 2005 r. Wiersze publikowała w almanachach oraz czasopismach. W Tygodniku Powszechnym ukazywały się jej artykuły o współczesnych pisarzach ukraińskich. Jej poezja tłumaczona była na języki: angielski, hiszpański, niemiecki i polski. Sama biegle zna angielski, niemiecki i polski.
Od 2010 r. pracowała jako menadżerka kultury; zastępczyni dyrektora w departamencie rozwoju Urzędu Miasta Lwowa. W 2014 r. była stypendystką Ministra Kultury i Dziedzictwa Narodowego Rzeczypospolitej Polskiej Gaude Polonia. W 2016 r. wygrała konkurs na szefową Biura Programu Unii Europejskiej Kreatywna Europa w ramach przystąpienia Ukrainy do tego programu.
W latach 2019–2021 była asystentką Olgi Tokarczuk; pracowała we Wrocławskim Domu Literatury. Przed przyjazdem do Wrocławia mieszkała, oprócz rodzinnego kraju, w Stanach Zjednoczonych, Niemczech i Austrii.